# PLATINA
PLATINA는 김연주의 장편 만화이다.

## 줄거리
아우나가 태어난 코프리스 백작가(家)는 귀족 집안이었으나 반역이라는 죄목으로 망하게 된다. 아버지는 살해당하고, 새어머니는 자살하고, 아우나의 양오빠였던 리하르트는 사형 전날에 사라져 버렸다. 죽을 운명이였던 아우나는 벨로트공주의 신하가 되는 조건으로 목숨을 건진다. 어느날 공주는 아우나에게 제닌이라는 이름의 여우를 주며 이 여우를 완벽한 사람으로 만들면 가져도 된다는 말을 한다. 공주에 의해 12시마다 여우로 변하게 된 제닌은 아우나에게 얹혀 살게된다. 그 이후 계속되는 사건은 그 둘에게 트러블로 다가온다.

## 등장인물
아우나 샤이 코프리스
멸망한 코프리스 백작가의 여주인이다. 벨로트 공주가 집사로 보내준 제닌 아스너와, 제닌의 마법을 풀기위해 만났던 나오라는 영생을 사는 마법사, 제닌이 훔친 '인어의 눈물'이란 불로불사약을 회수하기 위해 조직에서 보내진 루이&비통 형제 등과 같이 살게 된다. 짧은 검은색 머리의 소녀로, 무표정에 조용해 '인형 아가씨'라는 별명이 있지만 사실은 상냥하고 곧은 마음의 소녀. 의붓오빠였던 리하르트를 짝사랑했으나, 리하르트가 아버지를 죽이고 도망갔다고 오해해 죄책감에 괴로워한다. 제닌과 차츰 정이 들게 되나, 제닌의 아버지가 복수를 위해 가문에 반역죄를 씌우고 아버지를 죽였다는 사실을 깨닫고 갈등에 빠진다. 가족을 죽인 릴 아스너와 만나게 된 그녀는, 그에게서 제닌을 뺏는 것으로 복수를 대신하겠다고 한다. 특기는 사격이다.
제닌 아스너
‘이슈타르의 별’이라는 이웃나라 카티아의 범죄 집단 보스의 아들이다. '인어의 눈물'이라는 불로불사약을 훔쳐 도망치던 도중 벨로트 공주에게 붙잡혀 오전 12시마다 여우로 변했다가 오후 12시에 사람으로 돌아오는 마법에 걸린다. 마법이 풀리는 조건은 아우나에게 사랑한다는 고백을 듣는 것으로, 집사로서 아우나에게 보내진다. 이후 아우나와 함께 살면서 점점 그녀를 좋아하게 된다. 싹싹하고 밝은 성격에 어른스러운 면이 있는 소년. 어린 시절, 어머니인 사라가 비행기 사고로 머리를 다쳐서 제닌을 알아보지 못하게 되며, 그나마도 제닌이 12살 때 연이은 비행기 사고로 죽는다. 그 후, 아버지를 찾아 '이슈타르의 별'에 머물게 되지만, 어머니의 죽음에 아버지가 영향을 끼쳤다는 사실을 알고 도망간다. (도망가는 길에 벨로트에게 잡혀 아우나에게 보내진 것이다) '이슈타르의 별'의 도망자 입장으로서, 아우나를 위험에 빠뜨리고 싶지 않아 후에 아우나를 떠난다.
벨로트 샤르베카 류우 레질리아 아르델 7세
아르델의 제 1 공주이자 후계자로, 아우나의 주군이다. '마녀'라는 별명이 있을 마법 능력이 뛰어나다. 혼자 남겨진 아우나가 걱정돼 점을 본 후, 그 점에 따라 제닌을 여우로 만들어 아우나에게 보낸다. 아우나의 의붓오빠인 리하르트를 짝사랑했었고, 리하르트의 부탁에 따라 반역죄로 처형 직전인 아우나를 살려준 것이다. 도도하고 지나치게 당당한 성격이며, 소중한 사람들보다도 자국의 이익을 우선시하는 냉정한 면모도 있지만 근본적으로는 상냥하다. '이슈타르의 별'을 배신한 밀리엄이 코프리스 가로 돌아왔을 때, 그를 짝사랑했음에도 불구하고 기사단에 쫓기는 그가 제닌과 아우나를 위험하게 만들고 있다며 냉정하게 내쫓기도 한다. 후에 아우나에게 자신이 왕이 되면 아우나의 가문을 복귀시키고, 다시 만나자고 이야기한다.
밀리엄(리하르트)
빈민가에서 살다 특유의 마법 능력을 인정받아 '이슈타르의 별'의 마스터인 릴 아스너에게 입양된 소년. 그 후, 복수를 위해 비올레타와 함께 코프리스 가로 보내져 '리하르트'라는 이름으로 살았었다. 아우나를 짝사랑했으며, 처음으로 가족의 온기를 느끼게 된다. 코프리스 가를 멸망시킨 릴 아스너에게 복수를 하기 위해 사형집행 전 공주에게 아우나를 살려달라는 말을 남기고 떠난다. 그는 그 후 얼굴을 고치고, 밀리엄이라는 이름으로 '이슈타르의 별'에서 마법사로 활동한다. 복수를 위해 카티아의 국왕을 사살해 '이슈타르의 별'과 자기 자신을 파멸시키려고 하지만 실패한다. 그 후, '이슈타라의 별'의 배신자가 되어 그 조직과 카티아의 왕립 기사단에게 동시에 쫓기게 된 밀리엄은 아우나에 대한 감정을 포기하지 못하고 코프리스 가로 온다. 제닌과 아우나를 위험에 빠트리고 있다는 공주에 말에 그를 쫓아 온 우토 기사단을 스스로 유인하며 코프리스 가를 떠난다.
나오 레플리카
'빙안의 마법사' 로 불리는 영생을 사는 마법사이다. 500년 전, 신녀와 금기의 사랑에 빠지지만 곧 들통나 처형당하게 되고, 그의 스승인 시오딘은 그를 살리기 위해 '인어의 눈물'이라는 불로불사의 약을 먹인다. 그 후, 그는 신녀의 시체를 봉인한 후 수호산맥에서 은둔하며 500년을 보낸다. 제닌의 저주를 풀어주기 위해 아우나와 제닌이 찾아가고, 그 과정에서 공주와 부딪치게 된 나오. 나오는 공주와의 마법대결에서 일부로 져 주고, 같이 살자는 아우나의 말에 죽은 신녀에 대한 미련을 포기한 채 아우나를 따라간다. 그 후, 아우나와 제닌의 보호자 역할을 하며, 아버지처럼 그 둘을 아낀다. 하지만 자살하기 위해 '인어의 눈물'을 찾던 나오는, 공주가 제닌에게서 가져간 '인어의 눈물'을 빼앗고 죽으려고 한다. 마지막 순간에 제닌과 아우나에게 정이 든 그는 죽기를 주저하지만, '인어의 눈물'을 얻기 위해 '이슈타르의 별'과 릴 아스너가 나서고, 제닌과 아우나가 위험에 처하자 '인어의 눈물'을 먹고 죽는다.
뮤리안
'아노하'라는 아르델의 비밀 조직에 소속되어 있다. 벨로트공주의 부하이며, 그녀를 언제나 따라다니며 뒤에서 보조하고 지킨다. 특기는 정보 수집이다. 제닌과 아우나를 지키다가 그들에게 정이 들게 되고, 아우나에게 리하르트가 사실은 살아 있다는 말을 전하려 하나 실패한다. 후에 아우나에게 제닌이 있는 곳을 가르쳐준다.
사뮤엘 아스너
'이슈타르의 별'이라는 카티아의 범죄조직 마스터인 릴 아스너의 의붓딸이다. 본래는 거리에서 꽃을 파는 고아였지만 아스너의 아내인 사라와 닮았다는 이유로 양녀가 되었다. 밑바닥 인생이었던 그녀를 구원해준 릴 아스너를 굉장히 따르고 아끼며, 제닌을 좋아한다. 밝고 당찬 성격으로, 가끔씩 어른스럽고 차분한 모습을 보여줄 때도 있다. 별칭은 '이슈타르의 샘'으로, 아노하의 뮤리안에 버금가는 이슈타르의 별의 정보원이다. 주무기는 채찍이다. 후에, 릴 아스너가 아우나를 죽이려고 하자 대신 총을 맞아 죽는다.
루이/비통(가명)
검은 조직에 소속되어 있다. '인어의 눈물'을 되찾기 위해 코프리스 성에 하인으로 고용된다. 처음에는 아우나와 제닌을 공격했지만, 곧 그들에게 정이 들어 진심으로 그들을 도우려고 한다. 하지만 나오가 '인어의 눈물'을 먹어 자살하자, 더 이상 있을 명분이 없어졌다며 떠난다.
릴 아스너
'이슈타르의 별'이라는 카티아의 범죄조직의 마스터. 사라와 결혼해 제닌을 낳았지만, 사라는 아우나의 아빠인 엘리엇을 통해 그의 정체를 알게 되자 제닌을 도둑으로 키우기 싶지 않다며 제닌과 도망간다. 그는 이 모든 것의 책임을 사라에게 그의 정체를 알려준 엘리엇 탓으로 돌린다. 엘리엇에게 복수하기 위해 그의 아내가 죽자 조직원인 비올레타를 보내 그와 결혼하게 하고, 밀리엄을 그녀의 옛아들로 보낸다. 그리고 밀리엄이 17살일 때, 코프리스 가를 습격해서 엘리엇을 죽이고 코프리스 가에 반역죄라는 누명을 씌운다. 제닌 아스너의 친아버지이면서 리하르트와 사뮤엘의 아버지이다. '인어의 눈물'과 제닌 등을 되찾기 위해 공주의 별궁을 폭격하거나, 사뮤엘이 죽었을 때도 그 탓을 나오에게 모두 돌리는 등 잔인하고 차가운 성격이나, 자신의 아이들을 진심으로 사랑한다.
비올레타 코프리스
'이슈타르의 별'의 조직원이다. 평범하게 가정을 꾸려 행복하게 살기를 원했지만, 릴 아스너에 의해 밀리엄과 코프리스 가로 보내진다. 곧 10년이 흐르고, 그녀는 코프리스 가에서 행복해한다. 하지만 엘리엇과 결혼한 지 10년 후, 릴 아스너가 찾아와 엘리엇을 죽인다. 아우나가 엘리엇의 시체를 목격하자 지시받은 대로 그녀에게 총을 쏘지만 죄책감에 밀리엄 앞에서 자살한다.
사라 뷰포드
릴 아스너와 결혼하게 되지만, 엘리엇에 의해 그의 정체를 알게 된 후, 제닌을 그렇게 키우고 싶지 않다며 비행기를 타고 떠난다. 그 후, 그녀는 제닌과 평민으로서 가난하지만 행복하게 살아간다. 하지만 릴 아스너는 그녀를 되찾기 위해 제닌을 납치하며, 그녀는 제닌을 찾아오는 도중 머리를 다쳐 제닌을 알아보지 못한다. 릴 아스너가 또 다시 제닌을 납치했다고 생각한 그녀는 어느 날, 비행기를 타고 '이슈타르의 별'을 향해 간다. 릴은 그녀를 막으려고 하지만 조직원들은 그녀의 비행기를 폭격하고, 그녀는 땅에 추락해 죽는다.
마리 크로포드
아우나의 둘도 없는 소꿉친구이다. 아우나의 생일파티때 다른 축하객들로부터 냉대를 당하는 아우나에게 몰래 선물을 전해주기도 한다. 아우나를 항상 걱정하며 어려울 때 곁에 있지 못한 것을 미안해한다. 아우나 근처에서 살고 싶어했지만 바다 건너 루이센으로 시집간다. 결혼식때도 주위를 신경쓰지 않고 아우나를 초대하는 상냥한 성격이다.

## 세계관
아르델 태양왕이 통치하고 있으며, 훗날 공주인 벨로트가 젊은 나이에 왕위를 물려받게 된다. 수도는 아노하이다.
카티아 아르델의 이웃국가이며, 동맹 관계에 있다. 카티아의 국왕은 수많은 업적을 이룩한 막강한 권력자지만, 후계자는 공석이다.
아노하 아르델의 비밀 조직이며, 국가가 은밀히 지원해주고 있다. 뮤 리안이 정보통으로 활동하고 있다.
이슈타르의 별 카티아의 범죄 조직이며, 국가가 은밀히 지원해주고 있다. 아르델의 아노하 같은 조직이다. 마스터는 릴 아스너로, 정보통인 사뮤엘과 마법사인 밀리엄 등이 소속되어 있다. 근거지는 성이나, '노아'라는 비행선이 있다.
마법 개인이 타고난 마력을 바탕으로 쓰여지며, 주문은 필요하지 않다. 일종의 초능력과 비슷하며, 개인은 마법을 이용해 하늘을 날거나 대포처럼 성을 부수는 등 많은 일을 할 수 있다.
인어의 눈물 불로불사약이며, 무색무취의 보석이다. 주로 보석을 얇게 간 후 물에 녹여서 복용한다. 한 번 이를 복용한 이는 영원히 젊은 모습으로 살게 되며, 그 약을 다시 한 번 먹지 않는 이상 죽지 않는다.

## 출판정보
단행본
1. Platina 1권 -  2004년 4월 1일 (ISBN 9788953292079)
2. Platina 2권 -  2004년 4월 27일 (ISBN 9788953292086)
3. Platina 3권 -  2004년 10월 30일 (ISBN 9788926308639)
4. Platina 4권 -  2005년 4월 30일 (ISBN 9788926318546)
5. Platina 5권 -  2005년 9월 30일 (ISBN 9788953288034)
6. Platina 6권 -  2006년 3월 30일 (ISBN 9788926306086)
7. Platina 7권 -  2006년 8월 30일 (ISBN 9788926308646)
8. Platina 8권 -  2007년 4월 14일 (ISBN 9788926308653)
9. Platina 9권 -  2007년 8월 30일 (ISBN 9788953297067)
10. Platina 10권 -  2008년 2월 28일 (ISBN 9788953284371)
11. Platina 11권 -  2008년 7월 31일 (ISBN 9788926318553)
12. Platina 12권 -  2009년 1월 30일 (ISBN 9788926318959)
13. Platina 13권 -  2009년 7월 30일 (ISBN 9788926316702)
14. Platina 14권 -  2010년 3월 3일 (ISBN 9788926309728)

## 같이 보기
- 김연주
- 소녀왕
- Fly
- Nabi
- 순애보
- messenger
- 성도체스터 살인사건
- 윙크 (만화출판사)